# صروة منحنية
```
صروة منحنية
 أو 
ذنب الحرذون المنحني
 هو 
نبات
 
طبي
 ونبات زينة من جنس 
الصروة
 موطنه شرق 
أمريكا الشمالية
. ينمو في المناطق الرطبة أو المياه الضحلة، ويمكن أن يصل ارتفاعه إلى نحو متر. 
[
3
]
 يغطي النطاق الأصلي الكثير من شرق الولايات المتحدة، إلى أقصى الغرب مثل شرق 
تكساس
 
وكانساس
، وجنوبًا إلى 
فلوريدا
، وشمالًا إلى 
ميشيغان
 
وولاية نيويورك
 . يوجد أيضًا في 
أنتريو
 بكندا. 
[
3
]
 إنه نبات أرض رطبة ملزم وقادر على النمو في التربة المشبعة.
[
4
]
```

## الاستخدامات
استخدم هذا النبات لاستعادة وإنشاء الأراضي الرطبة. تبيع مشاتل النباتات المحلية الجذور لاستعادة الأراضي الرطبة. استخدم الأمريكيون الأصليون والمستوطنون الأوائل الصروة المنحنية لخصائصه الطبية. كانت جذور الصروة المنحنية مطحونة وتستخدم مسكنًا لعلاج التورم والالتهابات ولتقليل الحمى.